# Pactum Warmundi
Pactum Warmundi reprezintă denumirea latină a unui tratat încheiat la 1123, numele său provenind de la Gormond de Picquigny, patriarhul latin de Ierusalim. Negociat de acesta din urmă cu dogele Domenico Michiel, tratatul stabilește o alianță între cavalerii cruciați din Regatul Ierusalimului și Republica Venețiană, prin care flota venețiană acordă sprijin cruciaților în confruntările cu musulmanii fatimizi din Egipt, iar Regatul Ierusalimului oferă numeroase privilegii comerciale negustorilor venețieni.  